# Церква Святої Трійці (Флоренція)
Церква Санта Трініта (італ. Santa Trìnita) — старовинна, ще доби готики, католицька церква в історичному центрі Флоренції.

## Розташування
Церква дала назву площі та сусідньому мосту через річку Арно.

## Належність храму
Флорентійський дворянин Джованні Гвальберто заснував 1039 року новий релігійний орден валломброзіан. Село Валломброза і дало назву новому ордену, хоча це була гілка ордену оо. бернардинів. В селі був головний монастир ордену, а у Флоренції їм належало три церкви, важливішою серед котрих і стала церква Санта Трініта. До 1060 року ченці валломброзіани мешкали в п'ятдесяти семи монастирях. Для головного монастиря в селі Валломброза працював Доменіко Гірландайо, де створив «Таємну вечерю». Працюватиме художником Гірляндайо і в церкві Санта Трініта. Коли чернечу кар'єру починав уславлений пізніше науковець Галілео Галілей, він подався в монастир валломброзіан.

## Історія побудови і реконструкцій

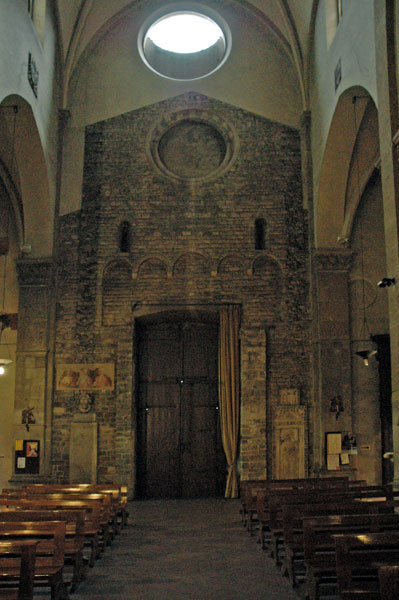
Залишки романської споруди, розкриті у XX ст.

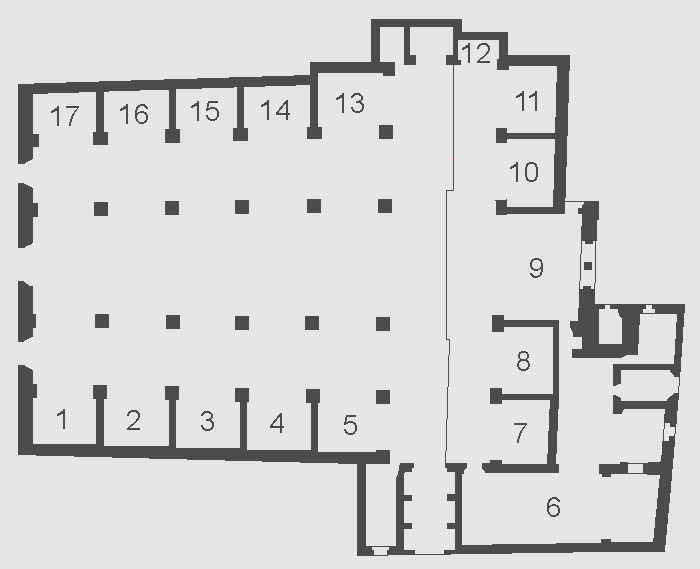
Поземний план церкви Санта Трініта

На місті теперішньої церкви стояла церква Санта Марія за межами фортечних мурів, перша згадка пр яку знайдена під 1077 роком. Споруду відносять до стриманого і прагматичного романського стилю. Залишки тодішньої романської споруди були пізніше знайдені в підмурках і склепі, де є написи і надгробки тої пори.
У 1175 році церква увійшла в кордони міста.
У період 1250–1258 рр. почалися роботи з проектування та будівництва нової церкви в готичному стилі. Таким чином церква стала одною з перших готичних сакральних споруд у Флоренції. Раніше за неї розпочалося лише будівництво готичної тоді базиліки Санта Марія Новелла в 1242 році. [}Проект і будівництво відносять до творчості то Ніколо Пізано, то до творів Нері ді Фйораванті.
Церква з часом була перебудована і збільшена. Незважаючи на перебудови і збільшення, вона, однак, зберегла надзвичайно спрощене розпланування у вигляді видовженого хреста з невеликим трансептом. Це не завадило міняти споруду і насичувати її мури різноманітним декором і сакральним мистецтвом, збагачувати і насичувати інтер'єри.
У першій половині XIV ст. храм отримав статус абатства. Вже тоді храм прикрасили вівтарним образом уславленого Чімабуе та низкою фресок, поруйнованих пізніше.

## Важливі зрушення XVI ст

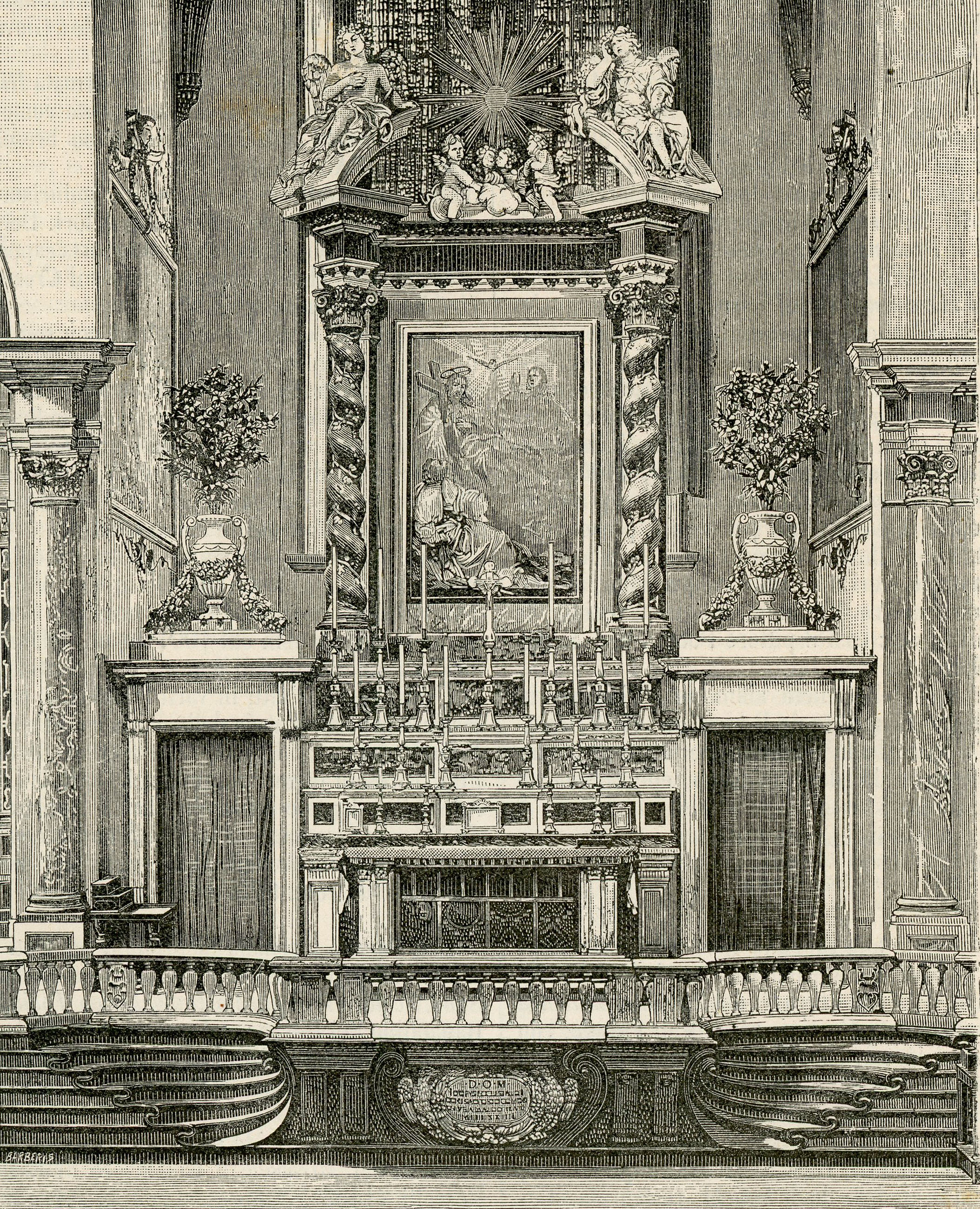
Бароковий вівтар та сходинки в стилі маньєризму до їх видалення з церкви. Фото наприкінці XIX ст.

Відродження в Італії мало зневажливе ставлення до архітектурного спадку доби готики. Відродження багато чого наслідувало від доби готики, але не ставились до спадку готики обережно. Не було обережного ставлення і до готичної церкви Санта Трініта.
Перебудова і створення нового декору в церкві прийшлися на добу Контрреформації, коли низкою церков у Флоренції почали опікуватись Медічі, що отримали титул герцогів Тосканських. Проект перебудов і новомодного декору доручили створити флорентійському майстру Бернардо Буонталенті (1531–1608). Завданням також було відновити тут монастир.
В готичній церкві поруйнували старовинний хор, вибудували нові сходинки і створили новий монументальний вівтар та декор в стилі бароко. Буонталенті був також автором нового головного фасаду готичної церкви в стилі бароко, скульптурний декор котрого доручили створити скульпторові Джованні Каччіні (1556–1613). Флоренція переживала не найкращі часи і споруд в стилі бароко в місті було обмаль. Бароко у Флоренції не отримало поширення і має лише поодинокі його зразки. Одним з них і стала церква Санта Трініта та її головний фасад.

## Відомі пам'ятки мистецтва, пов'язані з церквою Санта Трініта

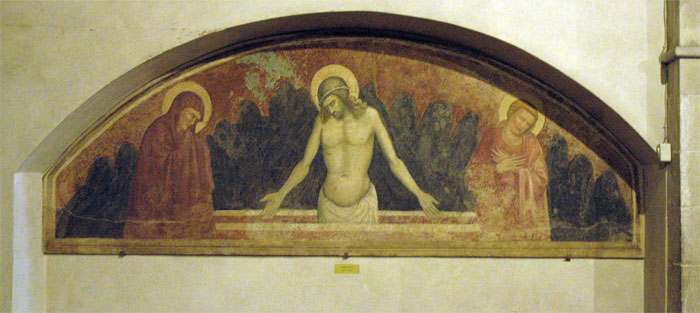
Худ. Джованні Тоскані, «Оплакування Христа», каплиця Ардінгеллі

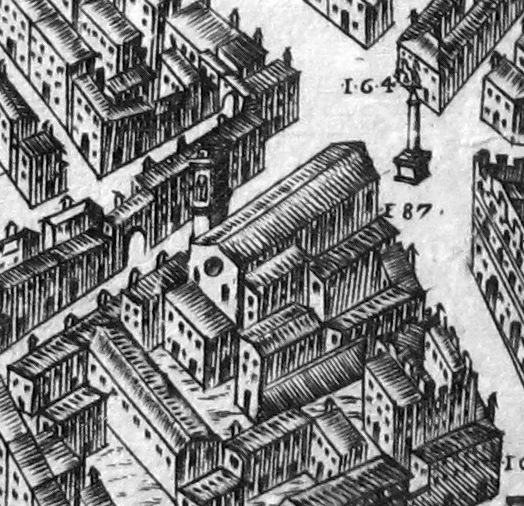
План Флоренції з церквою Санта Трініта та колоною на площі, подарованою папою римським

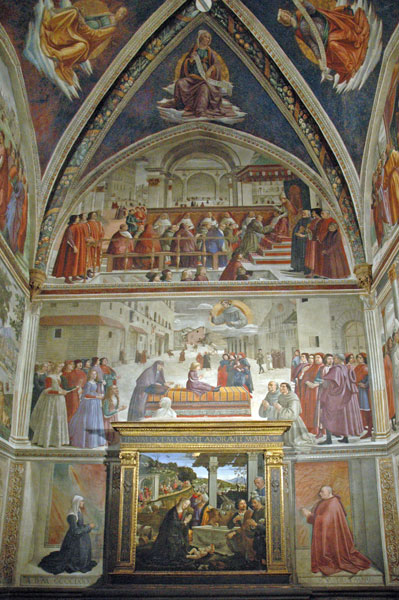
Каплиця Сасетті, «Житіє Св. Франциска Ассізького» фрески роботи Доменіко Гірляндайо

- Вівтар Чімабуе «Маеста», переданий у галерею Уффіці
- Фреска «Св. Трійця», анонім XV століття
- Стігмати Св. Франциска Ассізького, худ. Паоло Учелло
- Причастя Марії Єгипетської, синопія
- Фрески, худ. Доменіко Гірландайо
- Каплиця Давіцці, вівтар «Проповідь Івана Хрестителя», худ. Франческо Курраді, 1649 р.
- Каплиця Кьялі Серіньї, «Містичні заручини Св. Катерини Александрійської», фреска роботи Спінелло Аретіно
- Каплиця Андінгеллі, вівтар роботи Бенедетто да Ровеццано, худ. Джованні Тоскані
- Каплиця Строцці, архітектор Лоренцо Гіберті, «Благовіщення» роботи Якопо да Емполі, скульптури алегорії «Миру» та «Скромності» роботи Джованні Каччіні (1603 р.)
- Каплиця Сасетті, «Житіє Св. Франциска Ассізького» фрески роботи Доменіко Гірландайо
- Каплиця Бомбені, надгробок роботи Бернардо Росселліно
- Каплиця Спіні
- П'єтро Берніні, «Свята Трійця», рельєф на головному фасаді

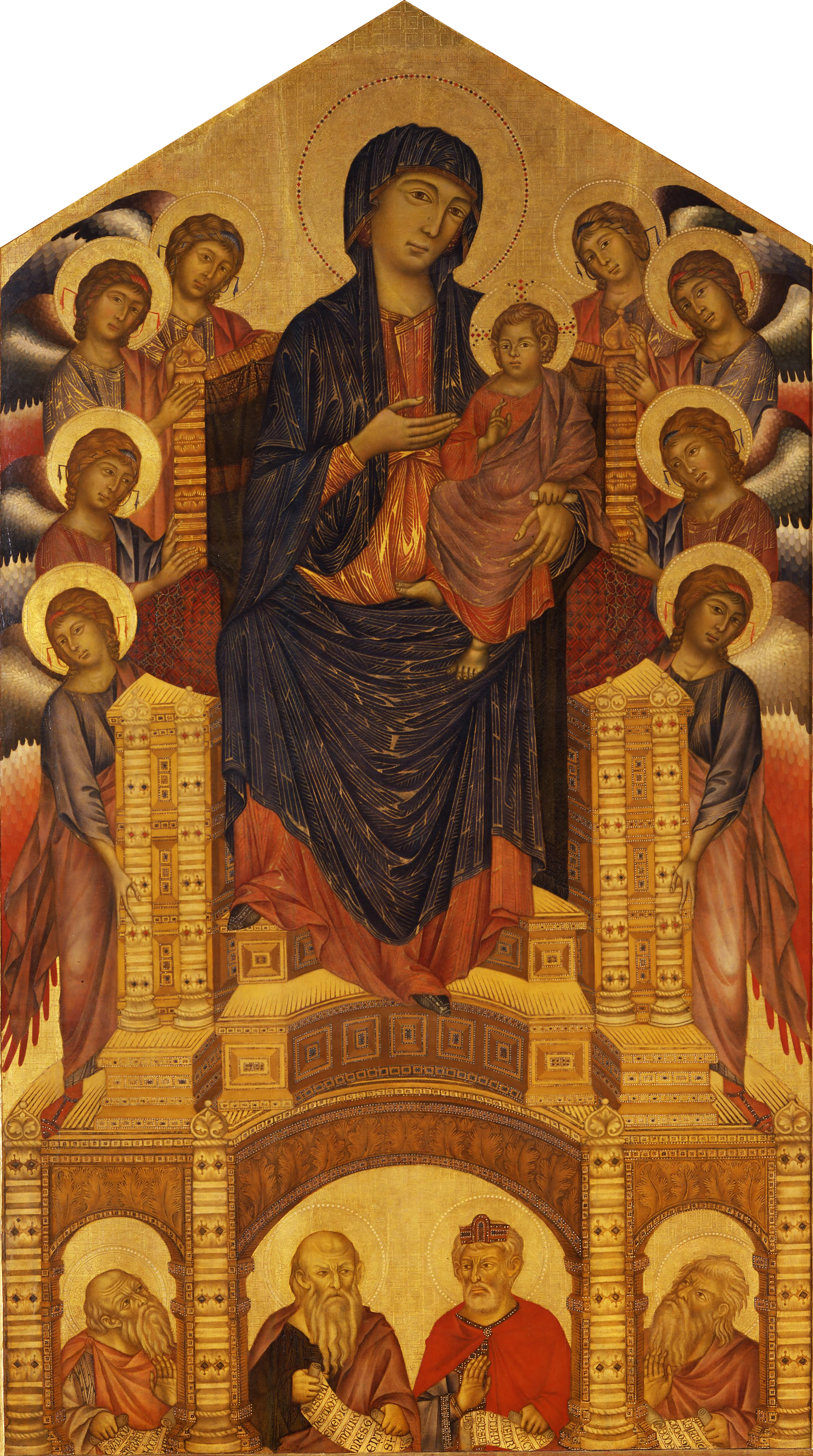
Вівтар Чімабуе «Маеста», переданий у галерею Уффіці
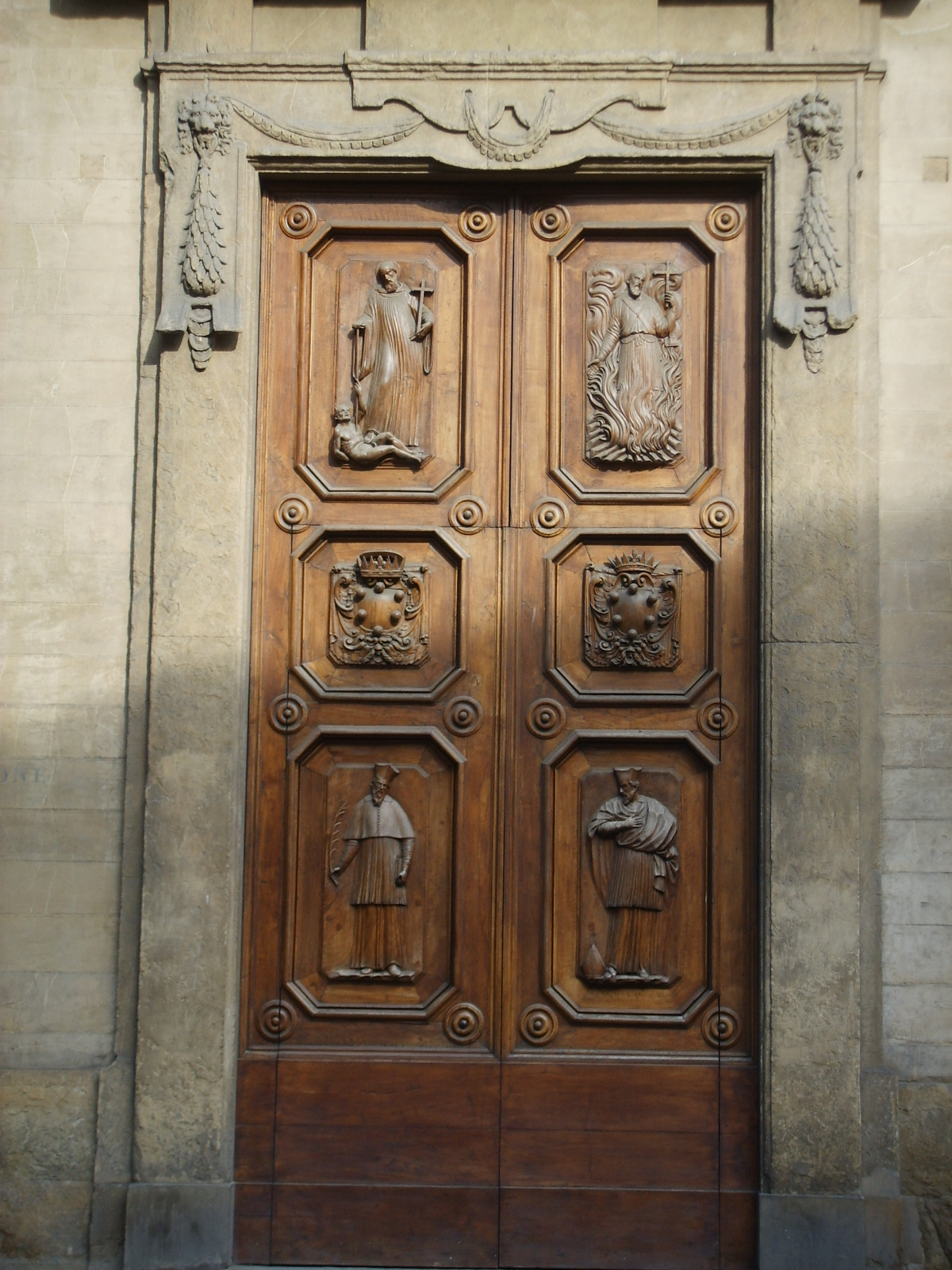
Різьблені двері з зображенням святих ордену валомброзіан
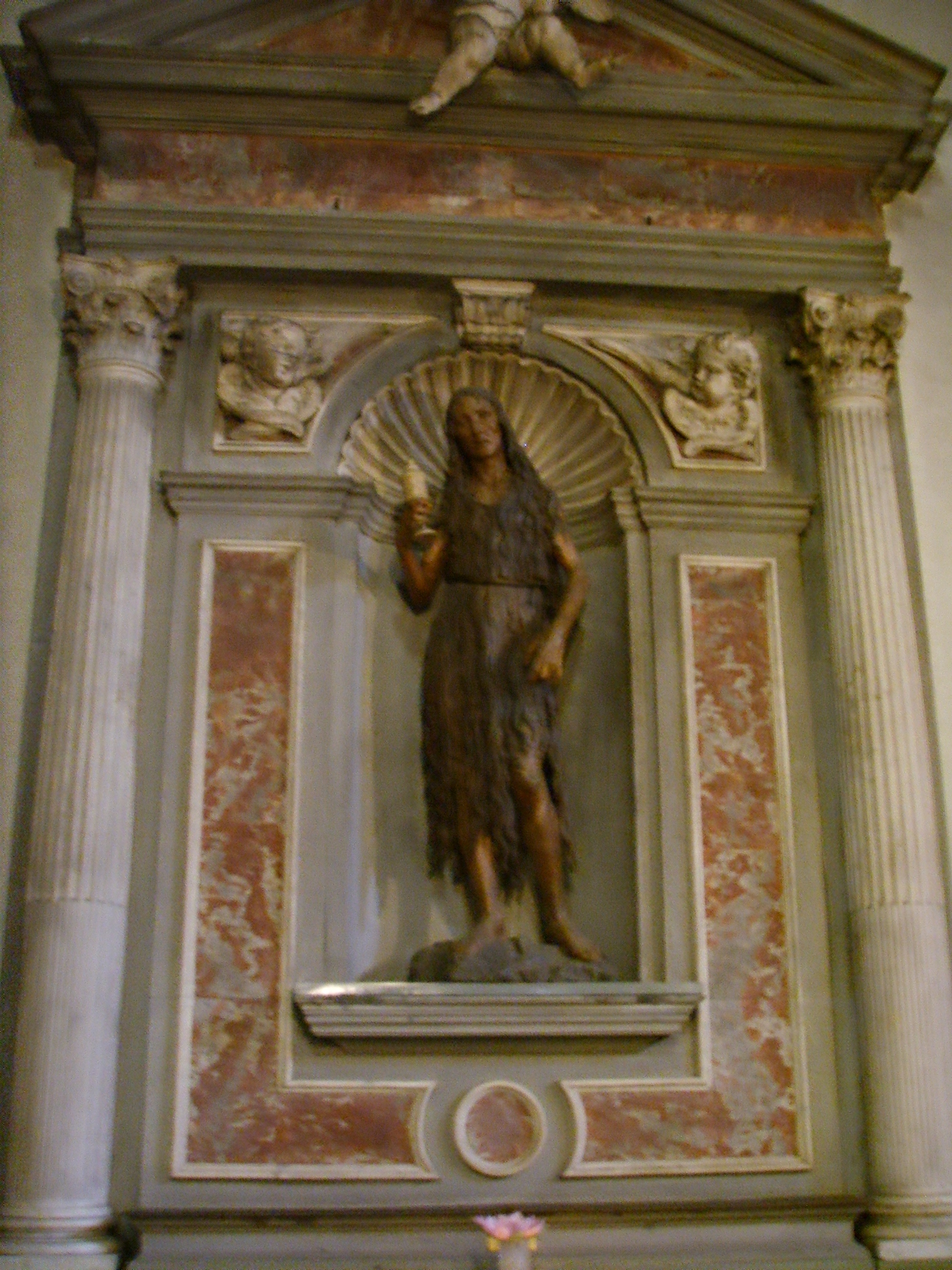
« Каяття Марії Магдалини», Дезідеріо да Сеттіньяно
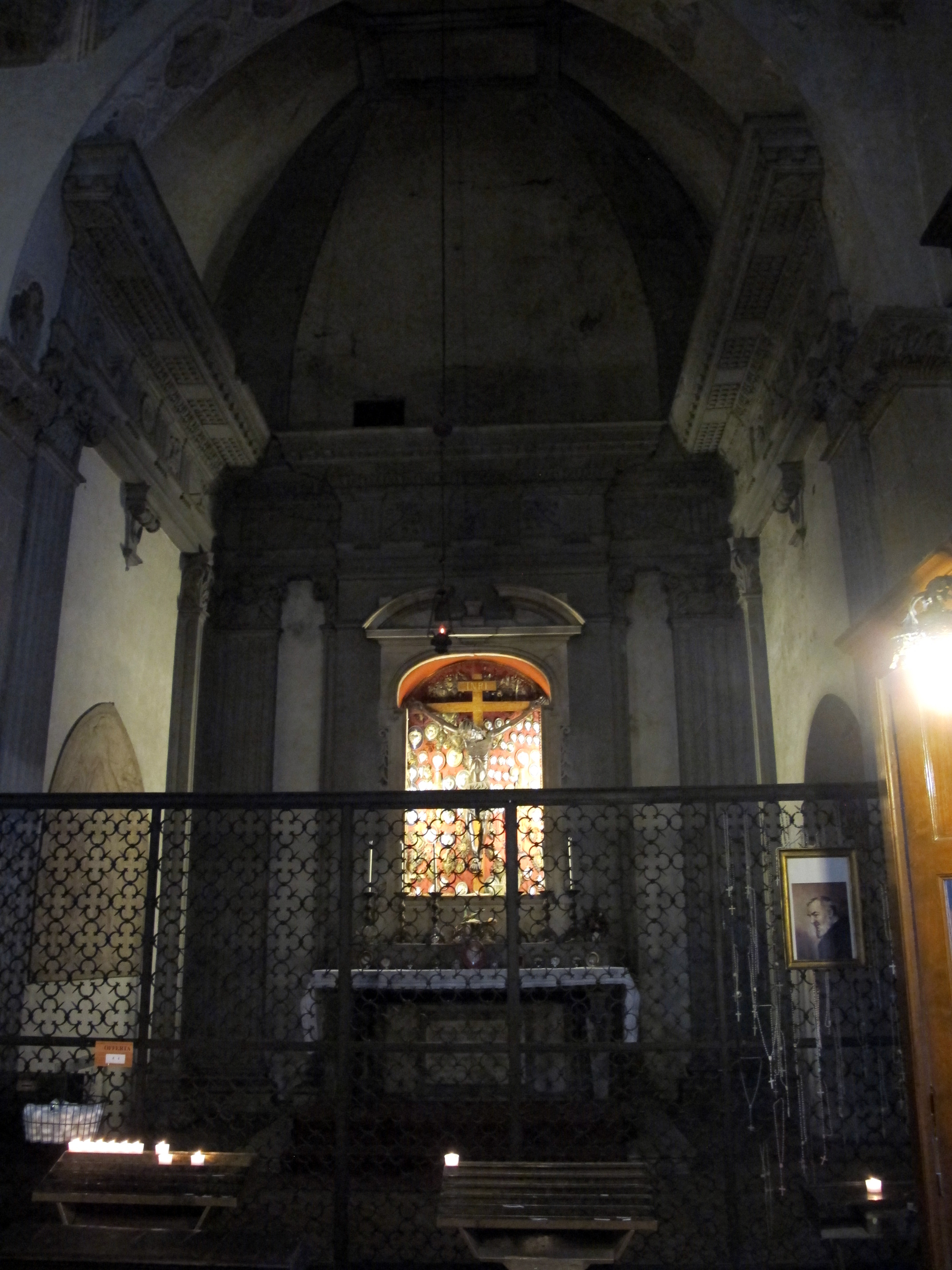
Каплиця Джанфільяцці
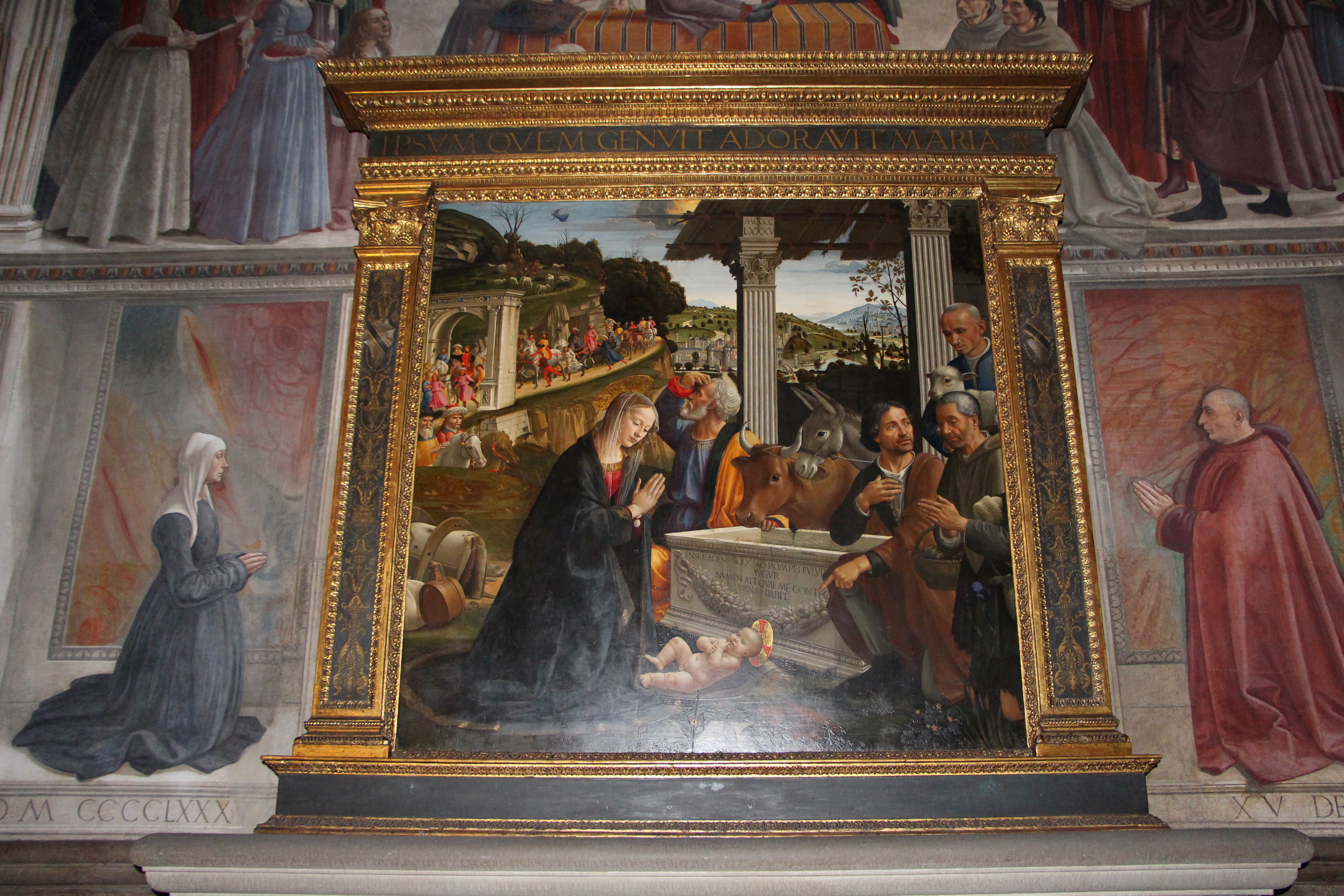
Доменіко Гірляндайо. «Поклоніння пастухів» і донатори, 1485 р., каплиця Сасетті
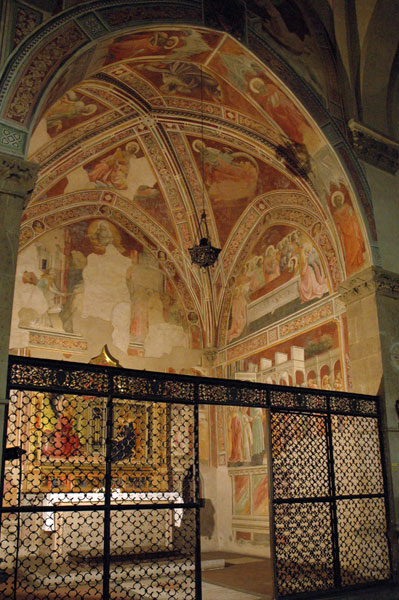
Каплиця Бартоліні Салімбені
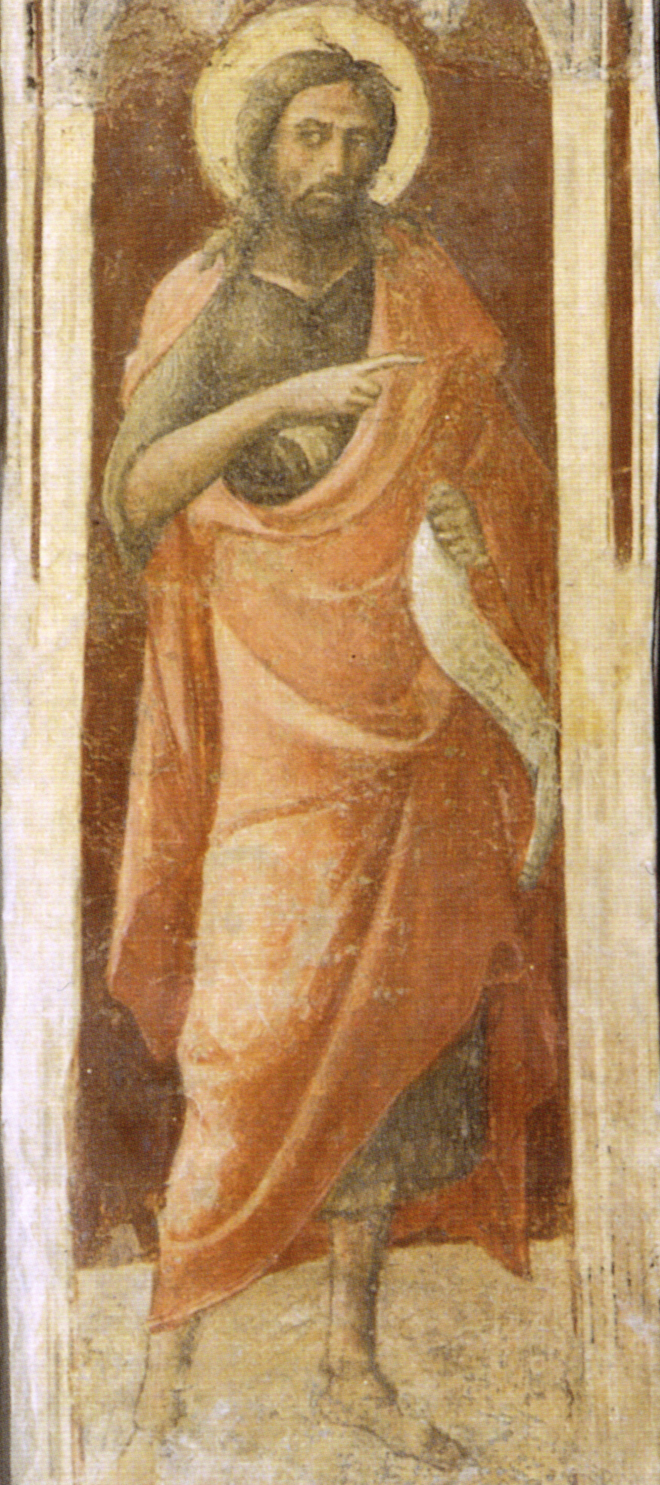
Худ. Лоренцо Монако. «Фреска Іван Хреститель»
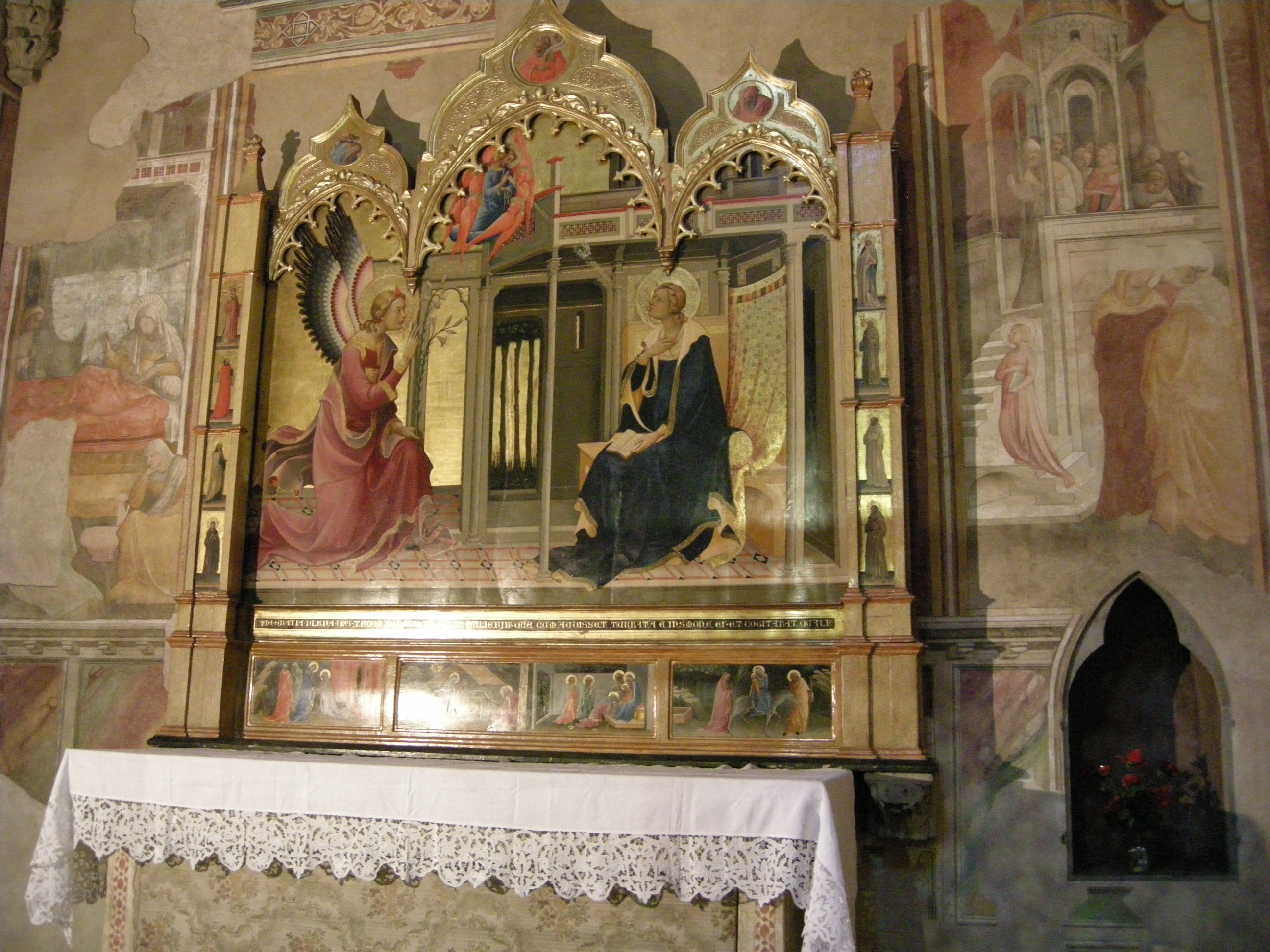
Худ. Лоренцо Монако. «Благовіщення», каплиця Бартоліні Салімбені
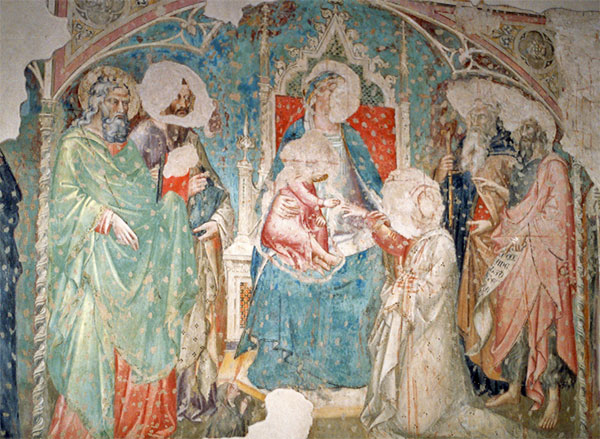
Спінелло Аретіно. Фреска «Містичні заручини Катерини Александрійської», каплиця Кьялі-Серіньї
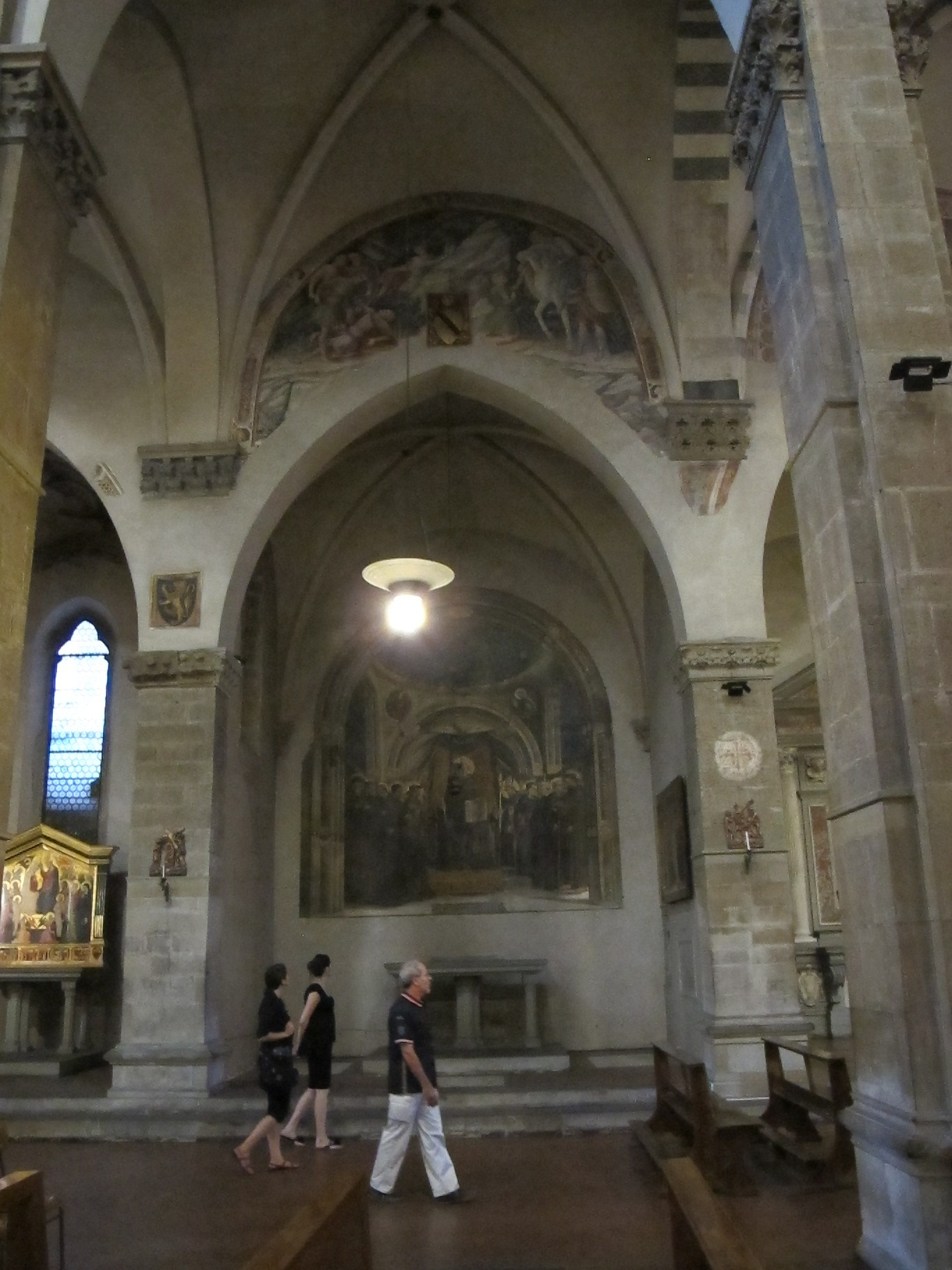
Каплиця Компаньї
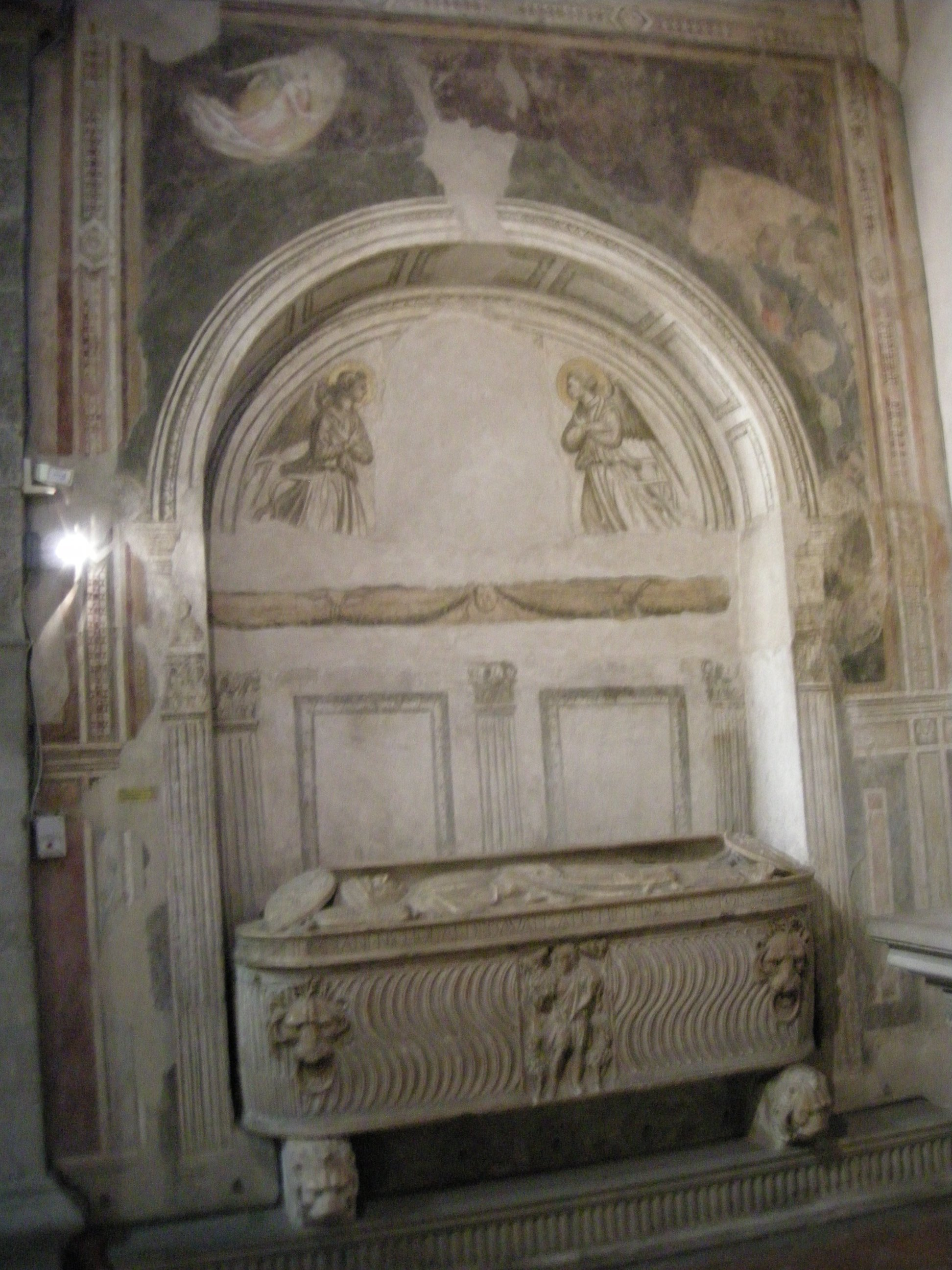
Каплиця Даванцаті, надгробок Джуліано Даванцаті
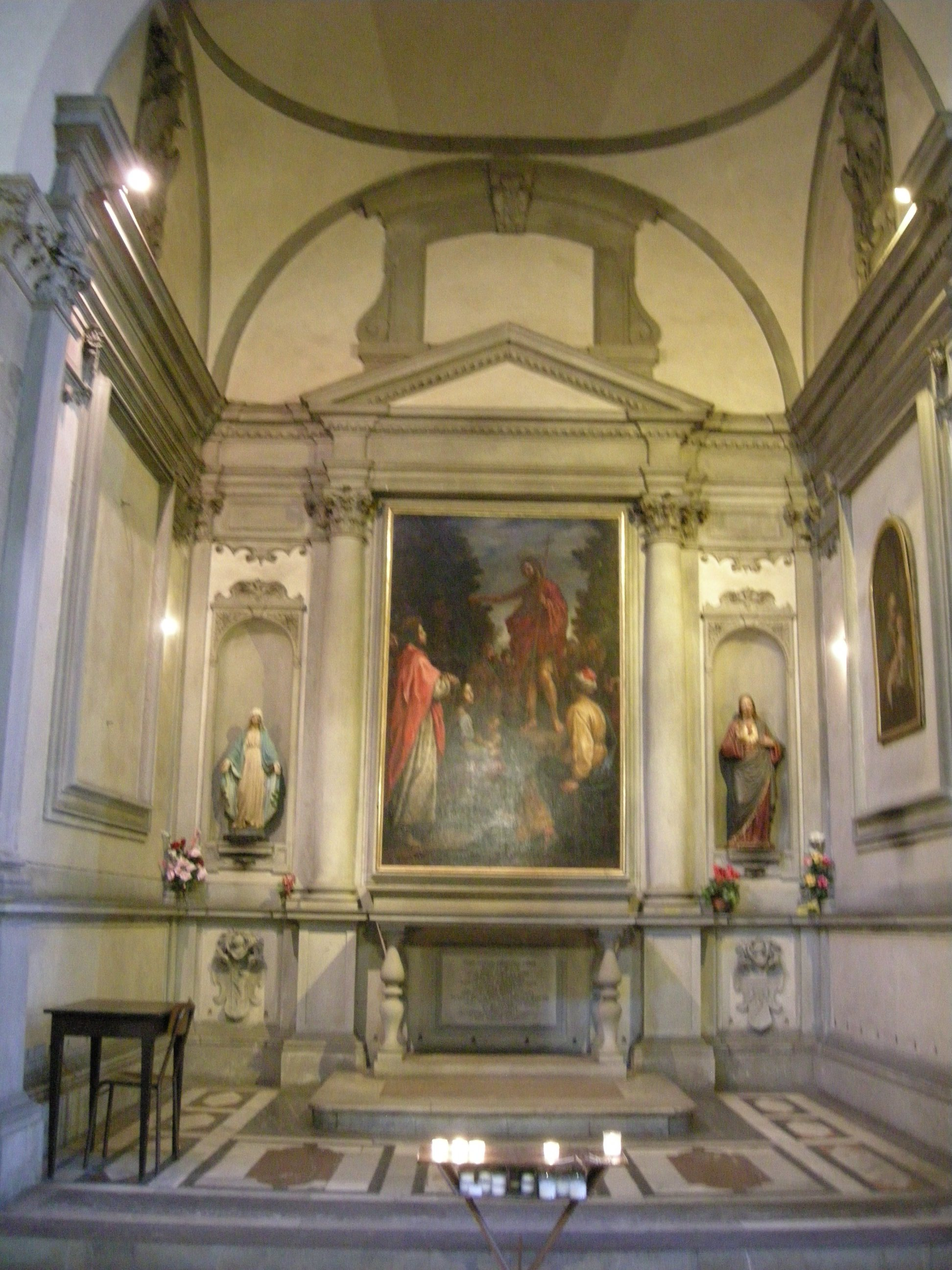
Каплиця Давіцці
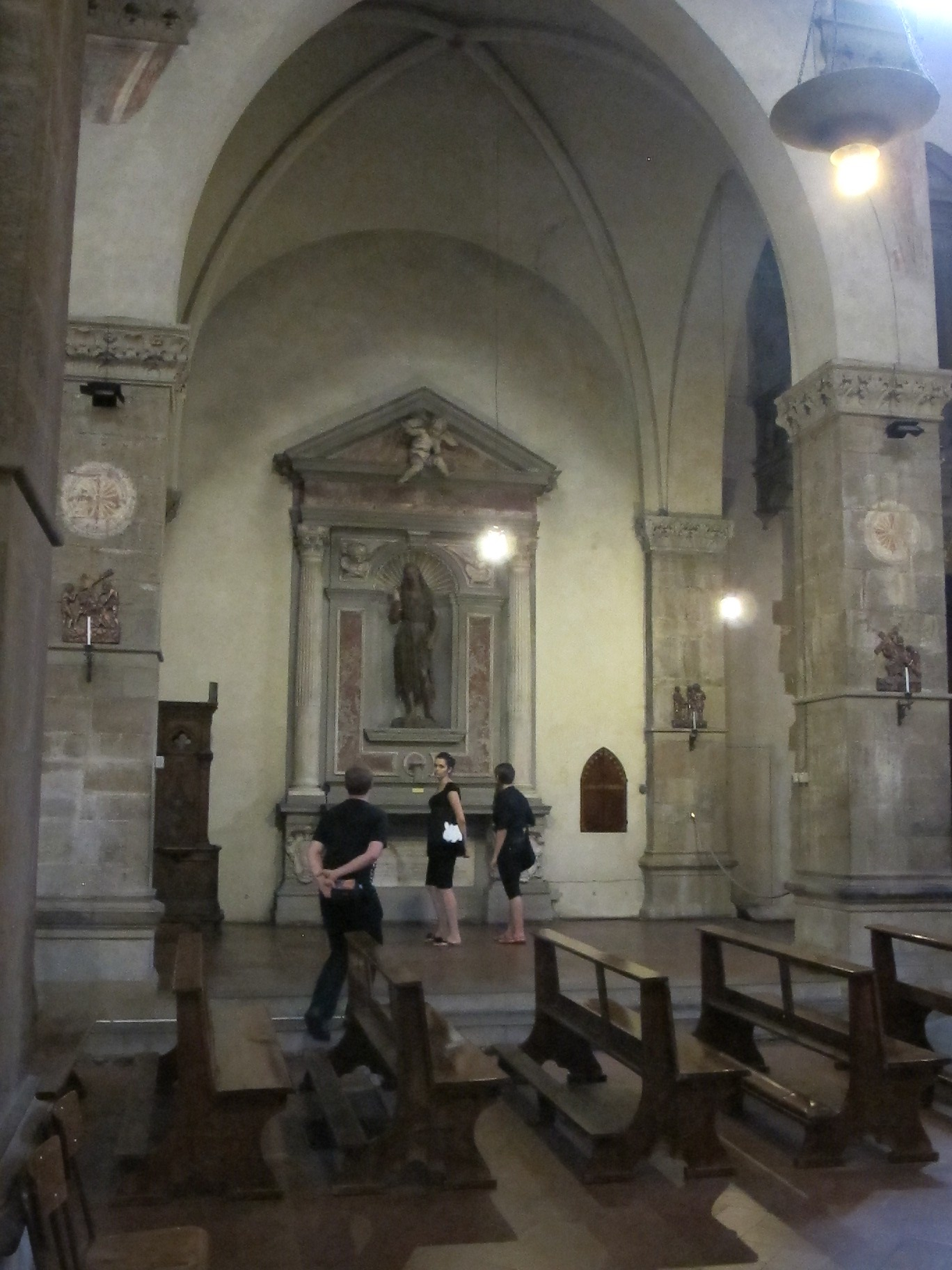
Каплиця Спіні, вигляд з головної нави
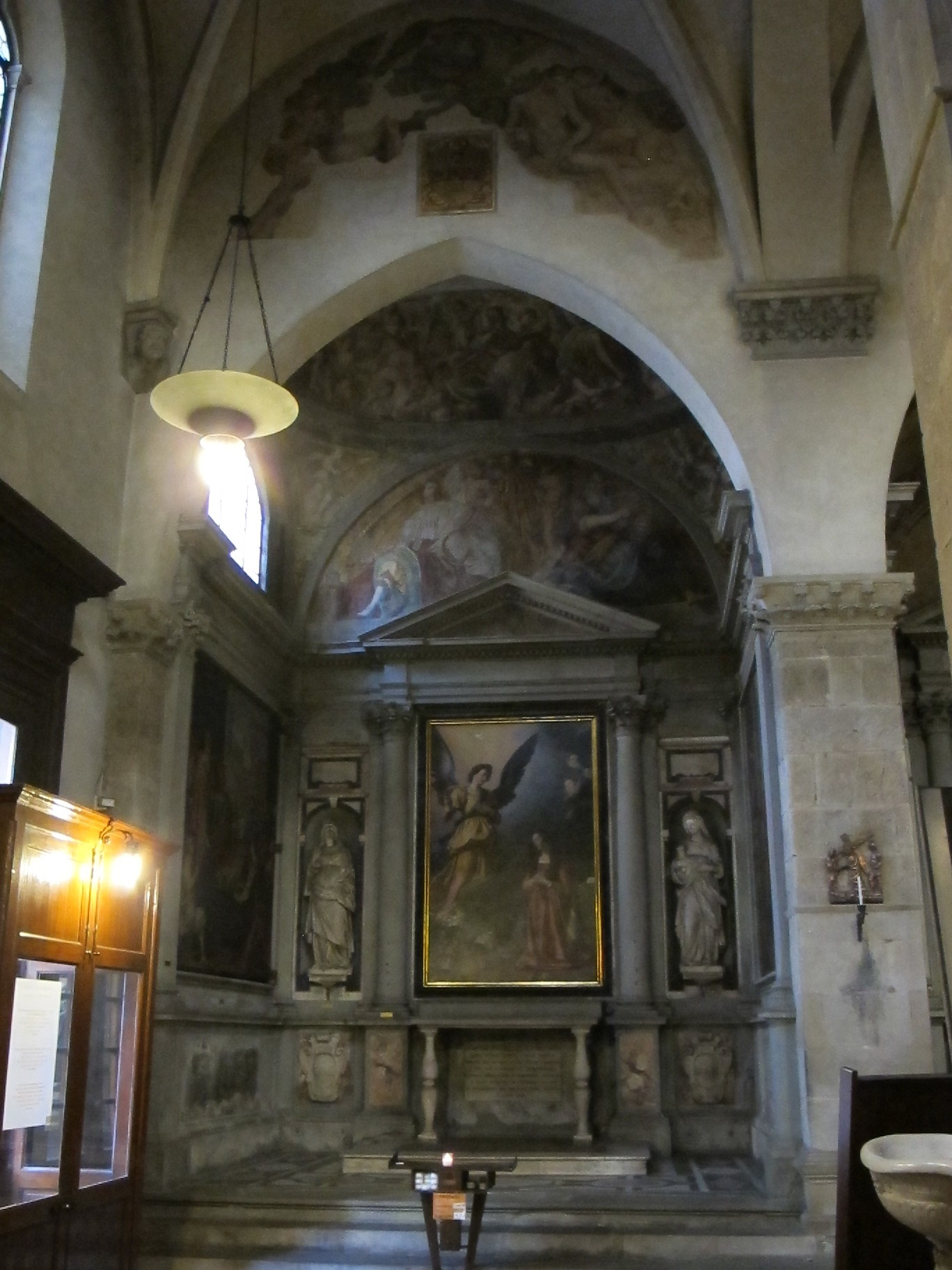
Каплиця Строцці, на вівтарі «Благовіщення» роботи Якопо да Емполі
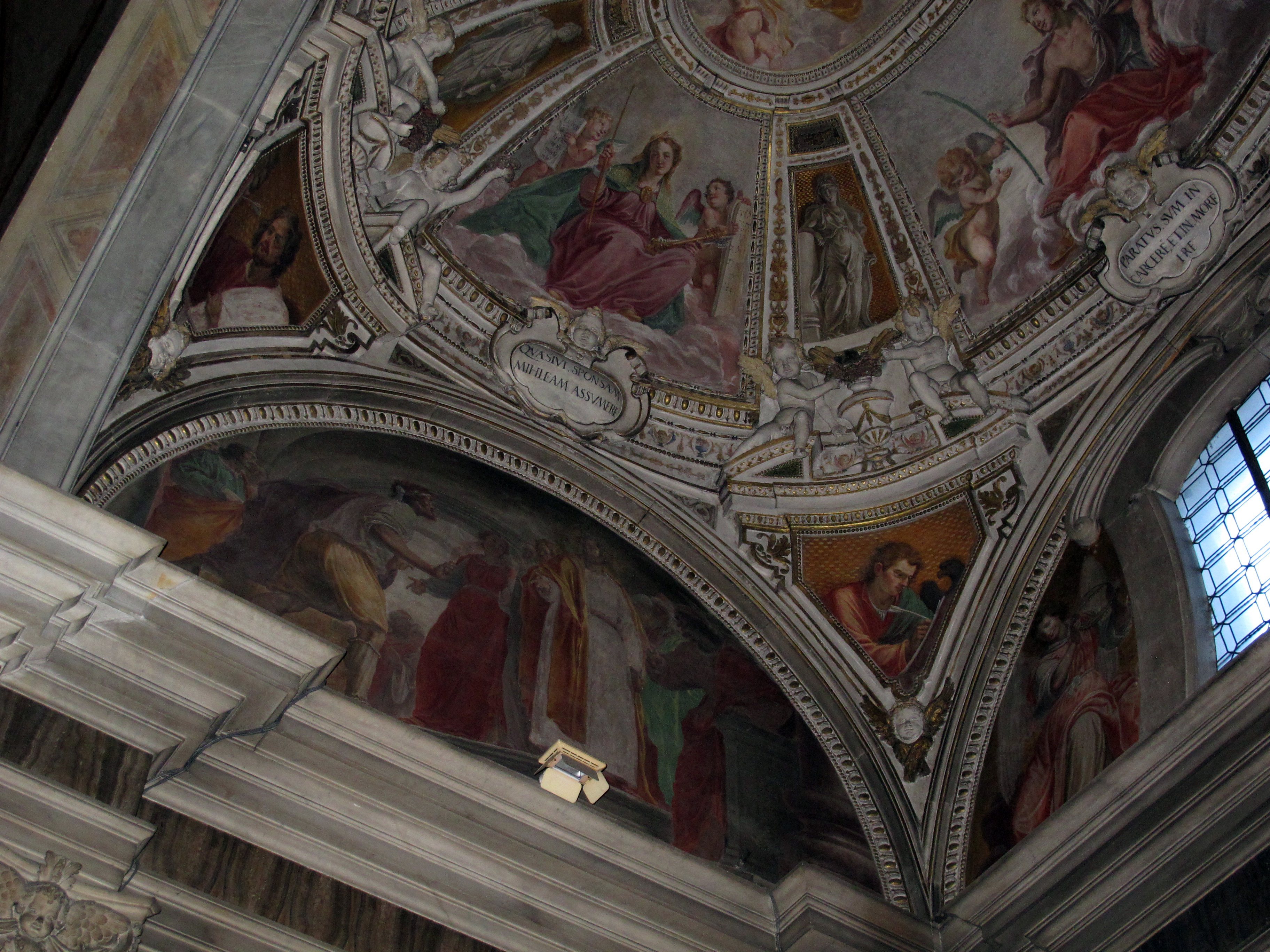
Каплиця Узімбарді, барокове склепіння 1643 року  з декором роботи Фабріціо Боскі та Маттео Роселлі
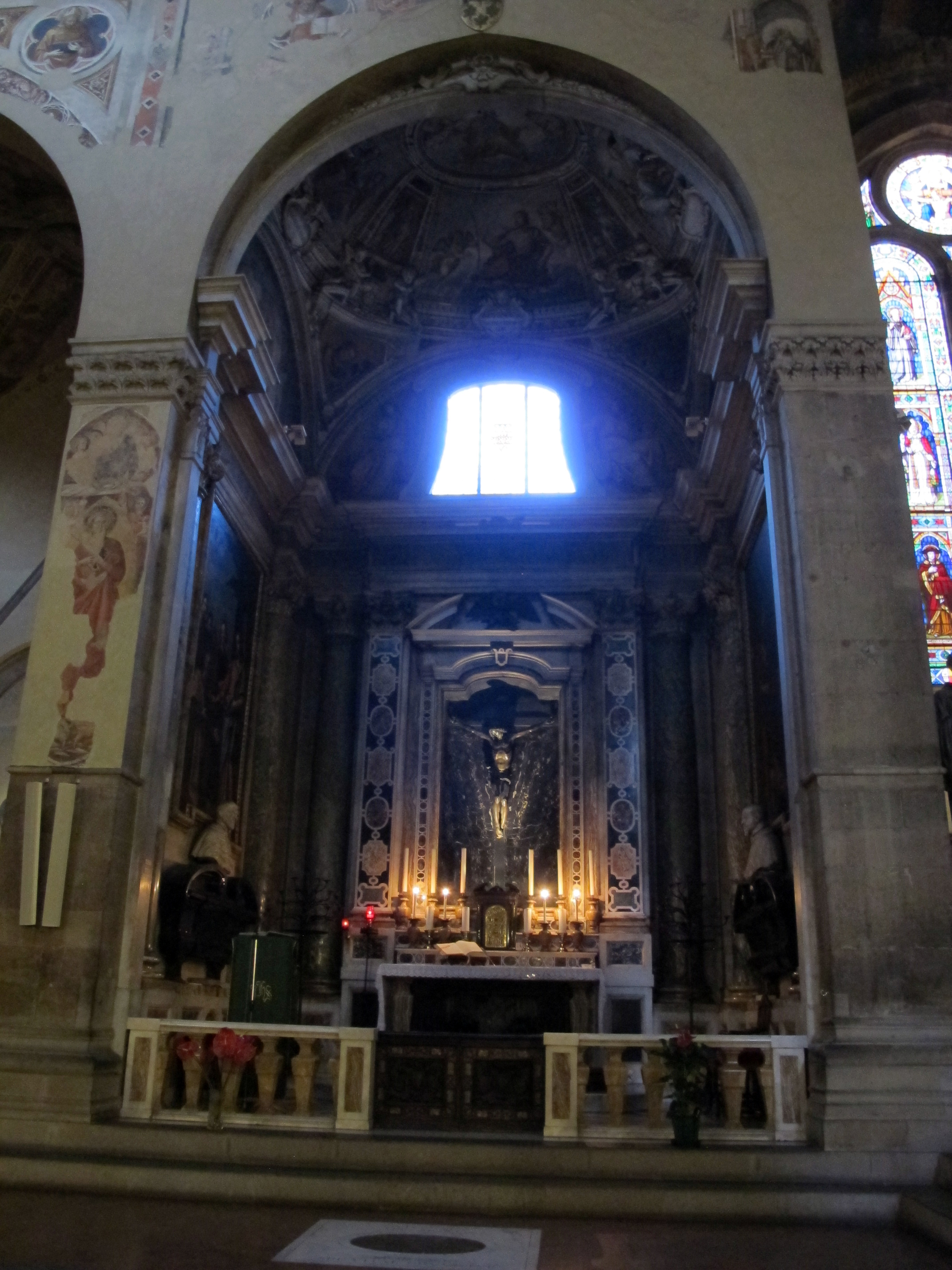
Каплиця Узімбарді, загальний вигляд

## Оригінальні вівтарні сходинки роботи Буонталенті

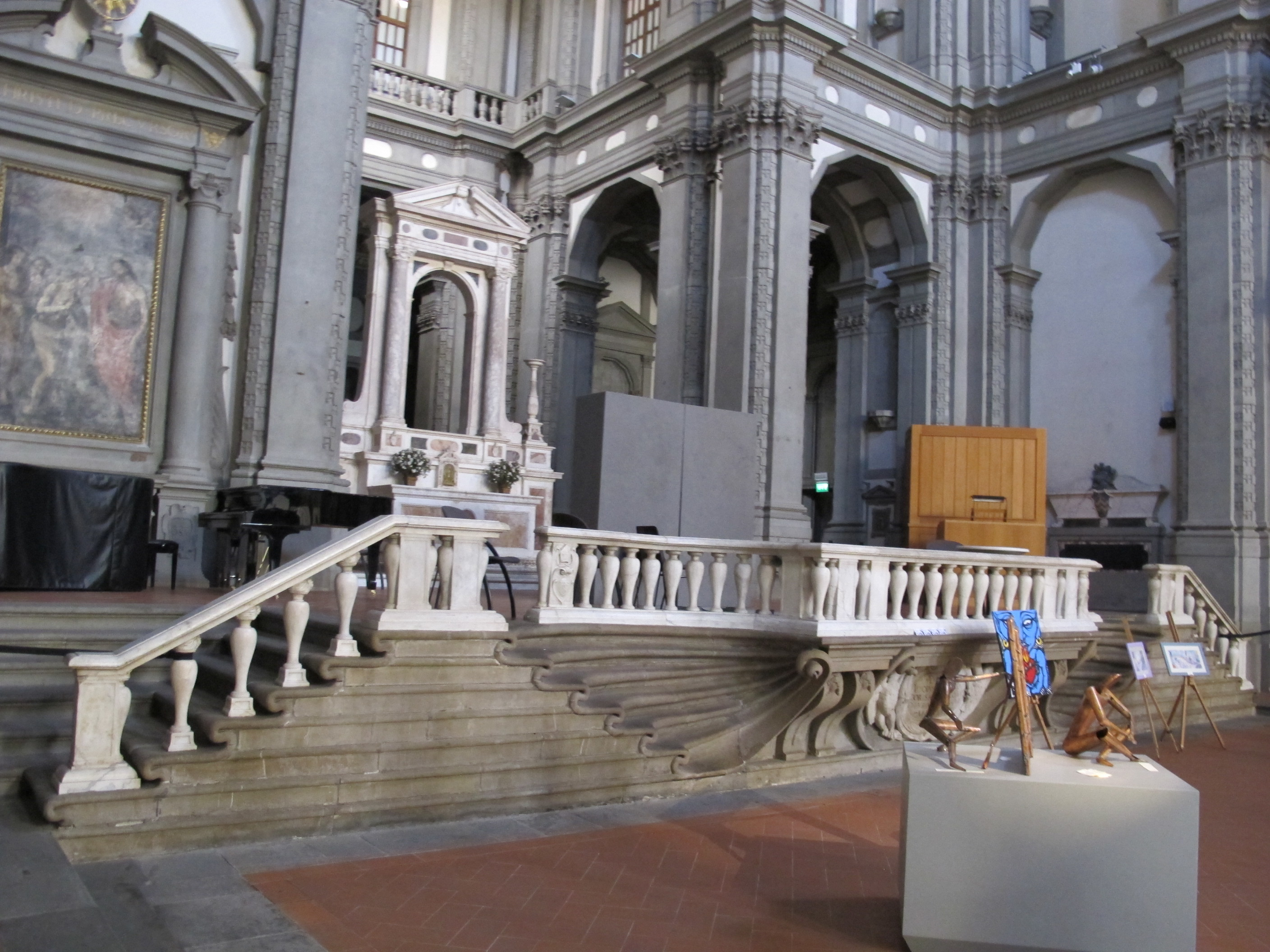
Вівтарні сходинки роботи Буонталенті, перенесені до церкви Санто-Стефано-аль-Понте.

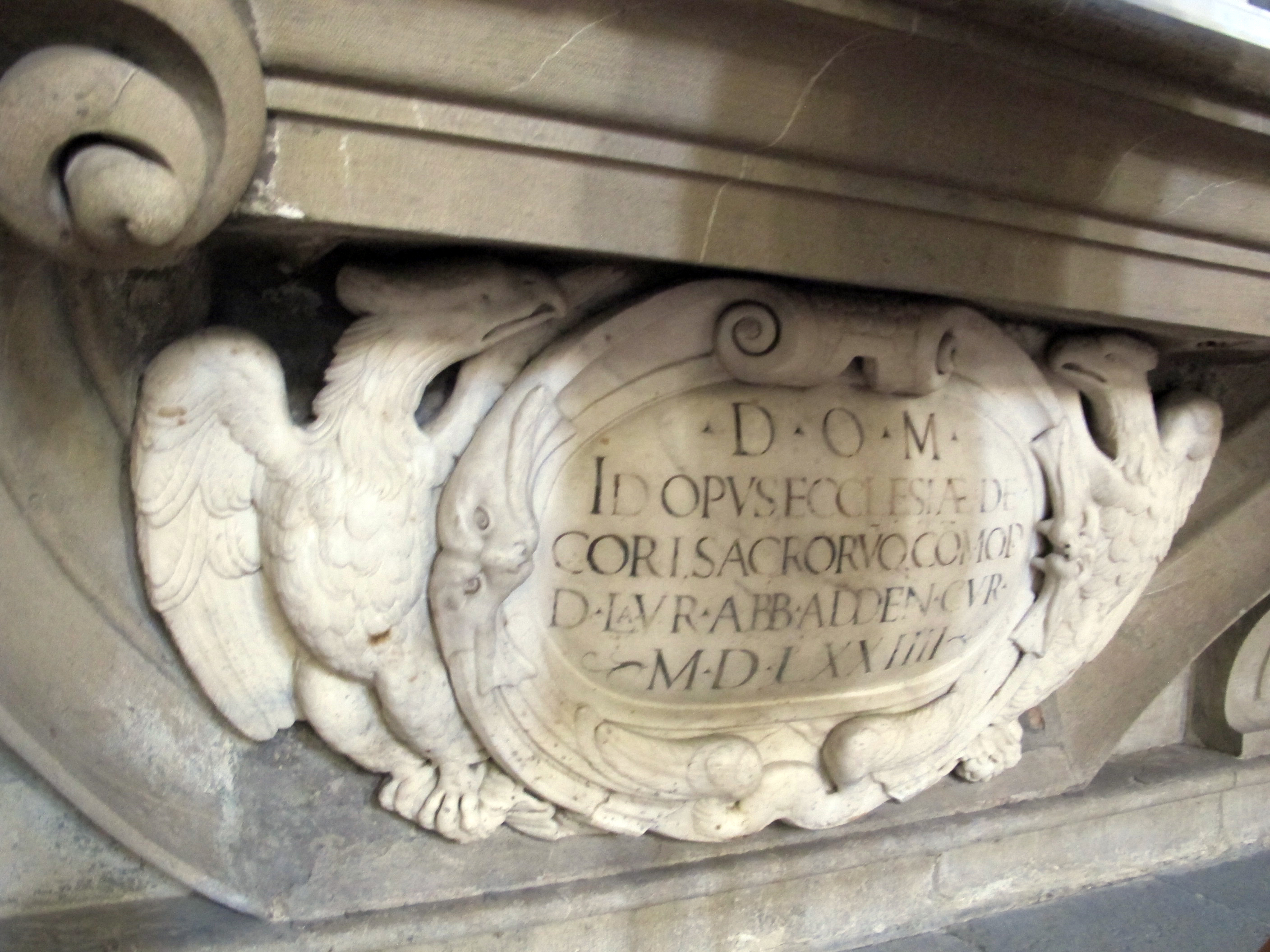

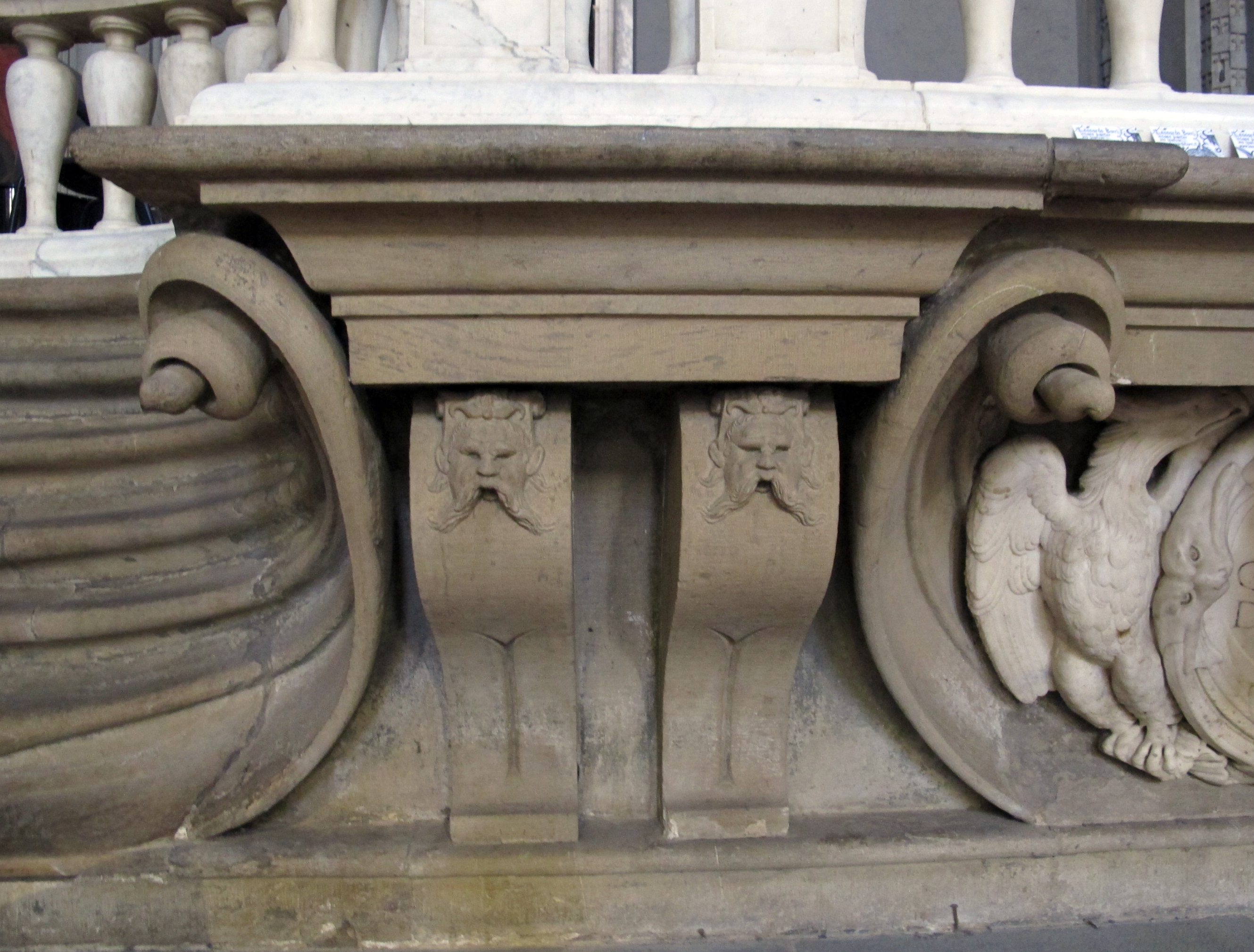

Флоренція була відомим центром маньєризму в Італії. Майстри флорентійського маньєризму першої генерації, майстри високої обдарованості і ерудиції, активно розробляли тему сходинок первісно в теорії, помітно менше — в практиці. Поштовхом до розробок можна вважати проект вигадливих (і цілком маньєристичних) сходинок, запропонованих і реалізованих Мікеланджело Буонарроті у флорентійській бібліотеці Лауренціана.
Неможливість реалізації задумів сприяла появі вигадливих і надто незвичних сходинок в малюнках маньєристів, частково — у фресковому живопису. Часто звертався до створення варіантів сходинок і постійно демонструвавший ерудицію Джорджо Вазарі як у власних картинах («Кузня бога  Вулкана», «Пророк Елеазар», обидві галерея Уффіці ), так і у власних фресках (фрески палаццо Канчеллерія, Рим).
Бернардо Буонталенті був майстром перехідної доби від пізнього маньєризму до раннього бароко. Ця обставина особливо відбилась у створенні ним 1574 року оригінального варіанту вівтарних сходинок у церкві Санта Трініта. Буонталенті створив із сходинок справжній арт-об'єкт, цікаво обробивши і оздобивши сходинки балясинами, рельєфами. Незвичною, наче виліпленою з гнучкої глини, була середина сходового майданчика, що була висунута уперед і підтримана кам'яними кронштейнами.
У XIX столітті була рішуче і необережно проведена реставрація церкви Санта Трініта, коли з неї варварські видалили барокові оздоби, бароковий вівтар і сходинки роботи Буонталенті, а церкву силоміць повертали до доби готики, котру вважали тоді престижною.
Але поруйнувати сходинки роботи Буонталенті навіть в XIX ст. не наважились. Їх видалили і перенесли в церкву Санто-Стефано-аль-Понте у Флоренції.

## Бароковий фасад церкви

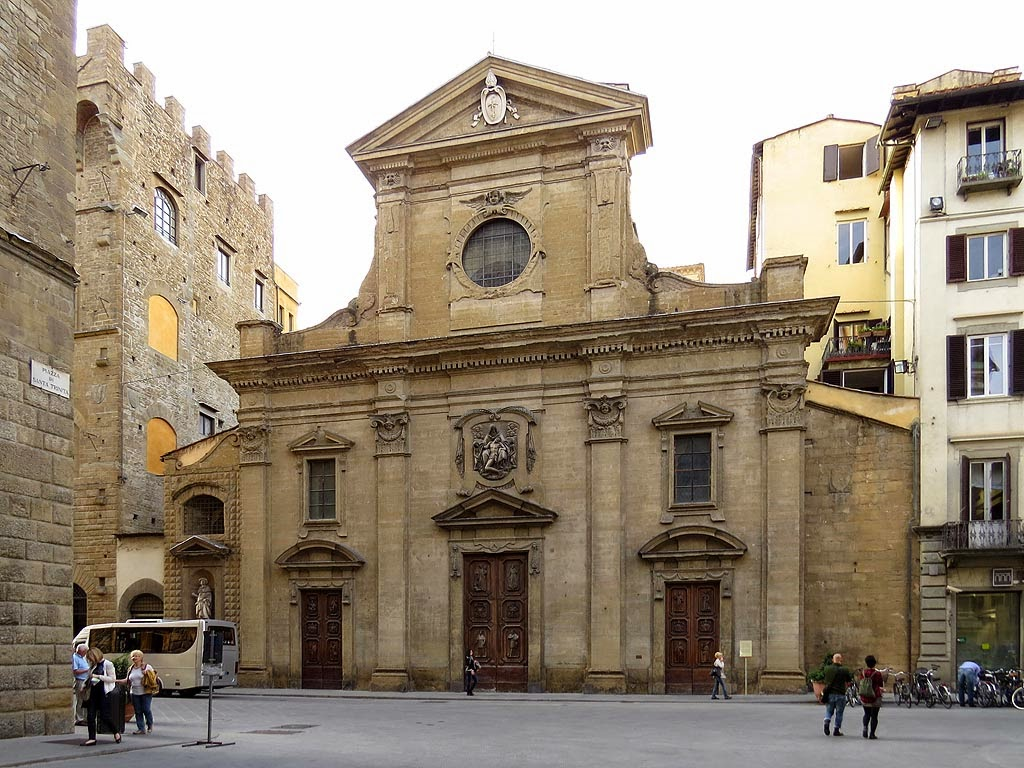

Фасад церкви несе риси пізнього флорентійського маньєризму і раннього бароко. Це, однак, типовий продукт місцевої культури, бо є прикладом фасадної архітектури, ніби накладеної на старовинний фасад і мало пов'язаної зі структурою самої церкви. Особливо це помітно в круглому вікні, що не несе світла в простір церкви. Лиштва круглого вікна створена за зразками маньєристичних орнаментів.
Декор фасаду симетричний і лише нагадує інші барокові зразки, але має оригінальне їх трактування. Перший ярус утворюють пілястри, що поділяють його на три частини. Але старовинна церква з прибудовами ширша за бароковий фасад, тому її ліва частина вкрита діамантовим рустом і нішею зі скульптурою святого, а права — простим виглаженим тиньком, ніяк не узгодженим із декором існуючого фасаду.
Різьблені дерев'яні двері датують 1640 роком.  Скульптура Св. Алексія та рельєф над головними дверима — робота Джованні Баттіста Каччіні 1594 року. Реставрація фасаду в XIX та в XX ст. сприяла втраті декількох деталей фасаду, що зробило його дещо провінційним і засушеним.
Церква нині затиснута в сучасній і вищій за церкву місцевій забудові, що позбавило храм монументальності і значущості історично вартісної споруди в перспективі площі.

## В 20 ст.
Кам'яна церква набула вигляду тинавної базиліки з коротким трансептом. В північній частині трансепту вибудована монастирська дзвіниця. Впродовж століть в церкві облаштовано двацять приватних каплиць різних багатих родин Флоренції.
На площі перед церквою встановлено кам'яну колону, виломану в римських термах Каракалли і подаровану папою римським Пієм IV герцогу Козімо І де Медічі для облаштування 1565 року монументу на честь перемоги Козімо І у баталії при Монтемурло. Колона має назву стовп Юстиції.
Церква постраждала від повені 1966 року, тому  були проведені протиаварійні та консервативні роботи, а також чергова реставрація.
Церква і нині має статус малої базиліки, залишаючись важливим осередком флорентійського мистецтва різних століть. Церква Санта Трініта занесена до переліку всесвітньої спадщини міста Флоренція.

## Дворик церкви, вибрані фото

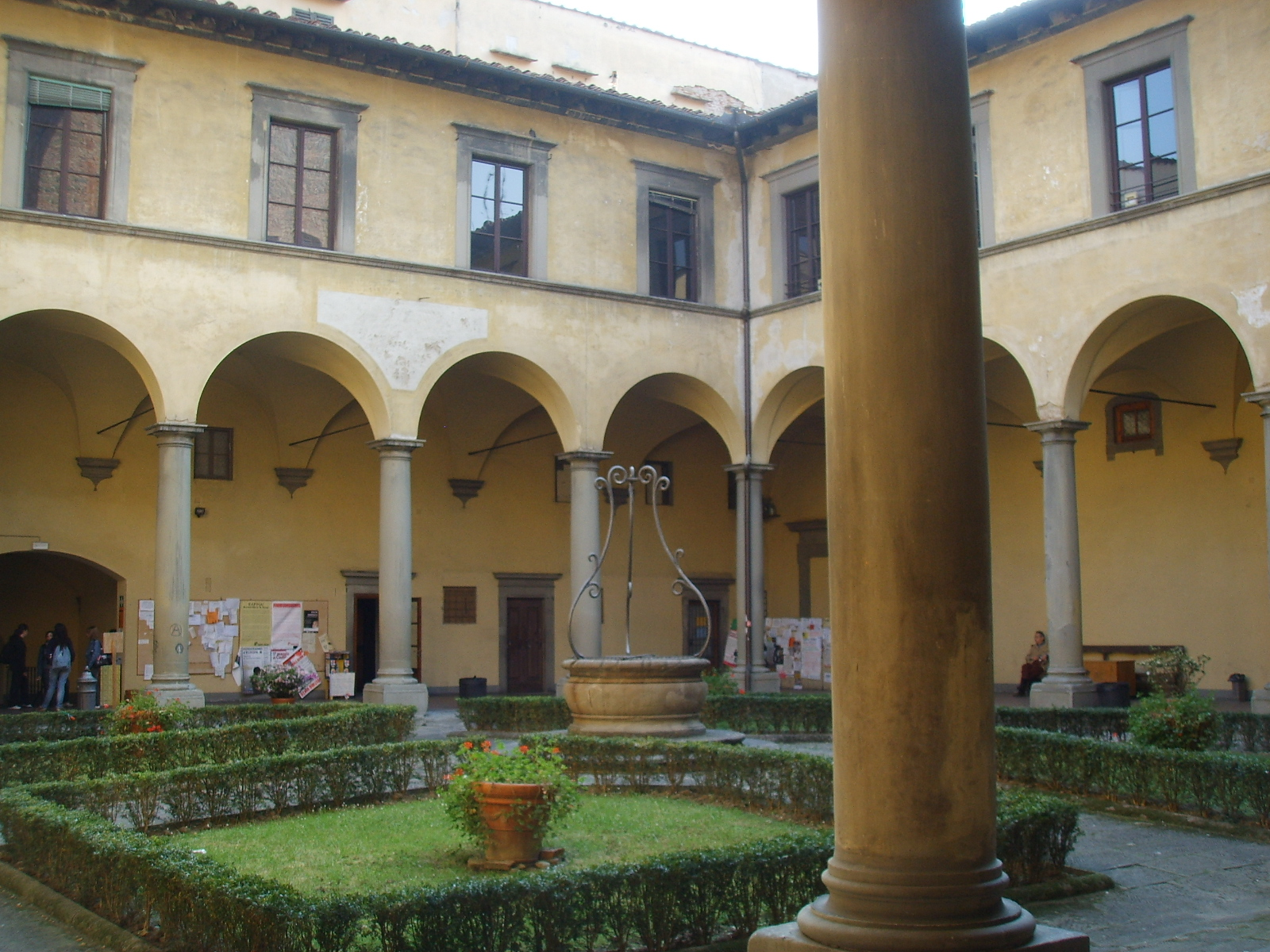

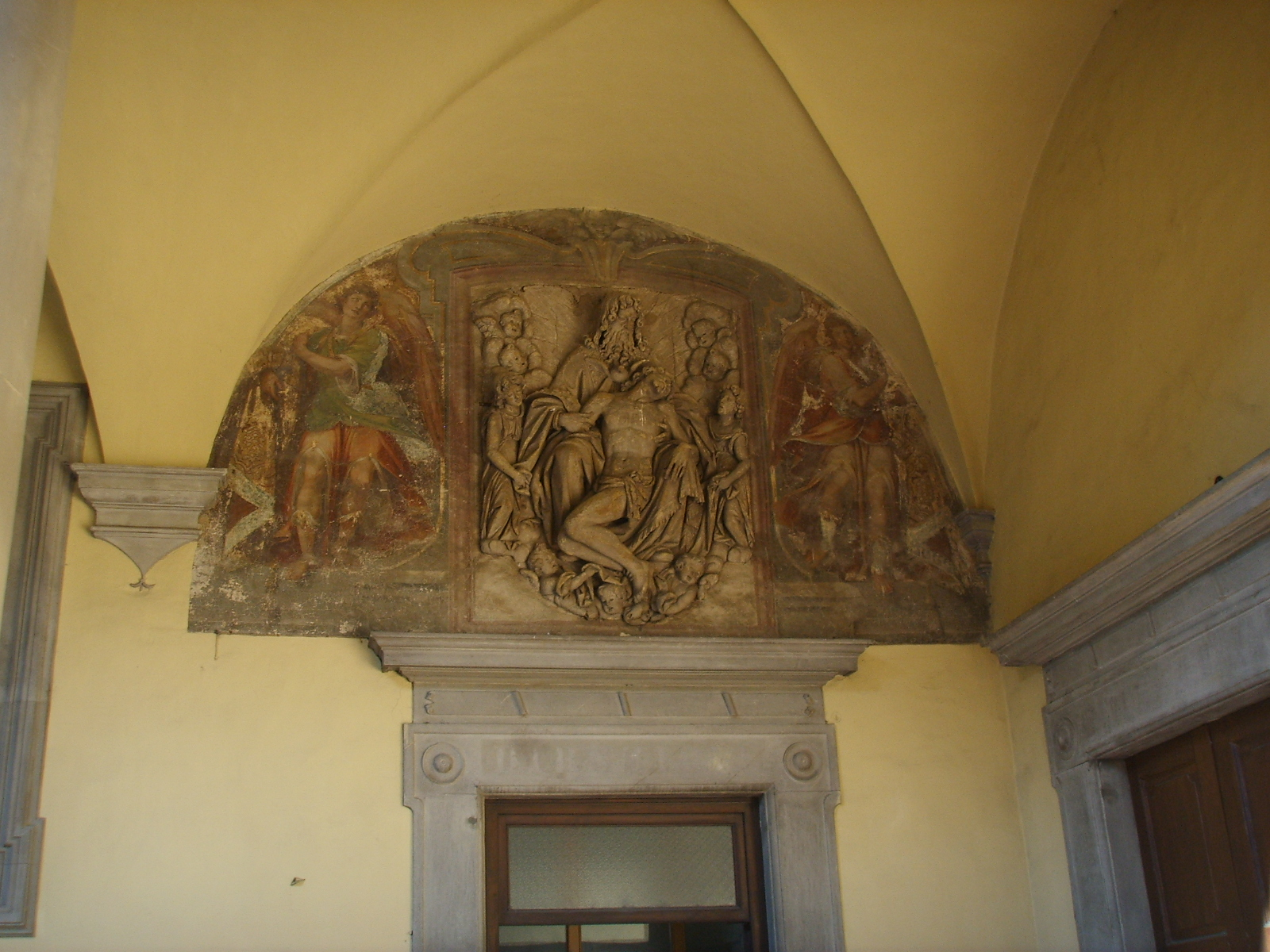
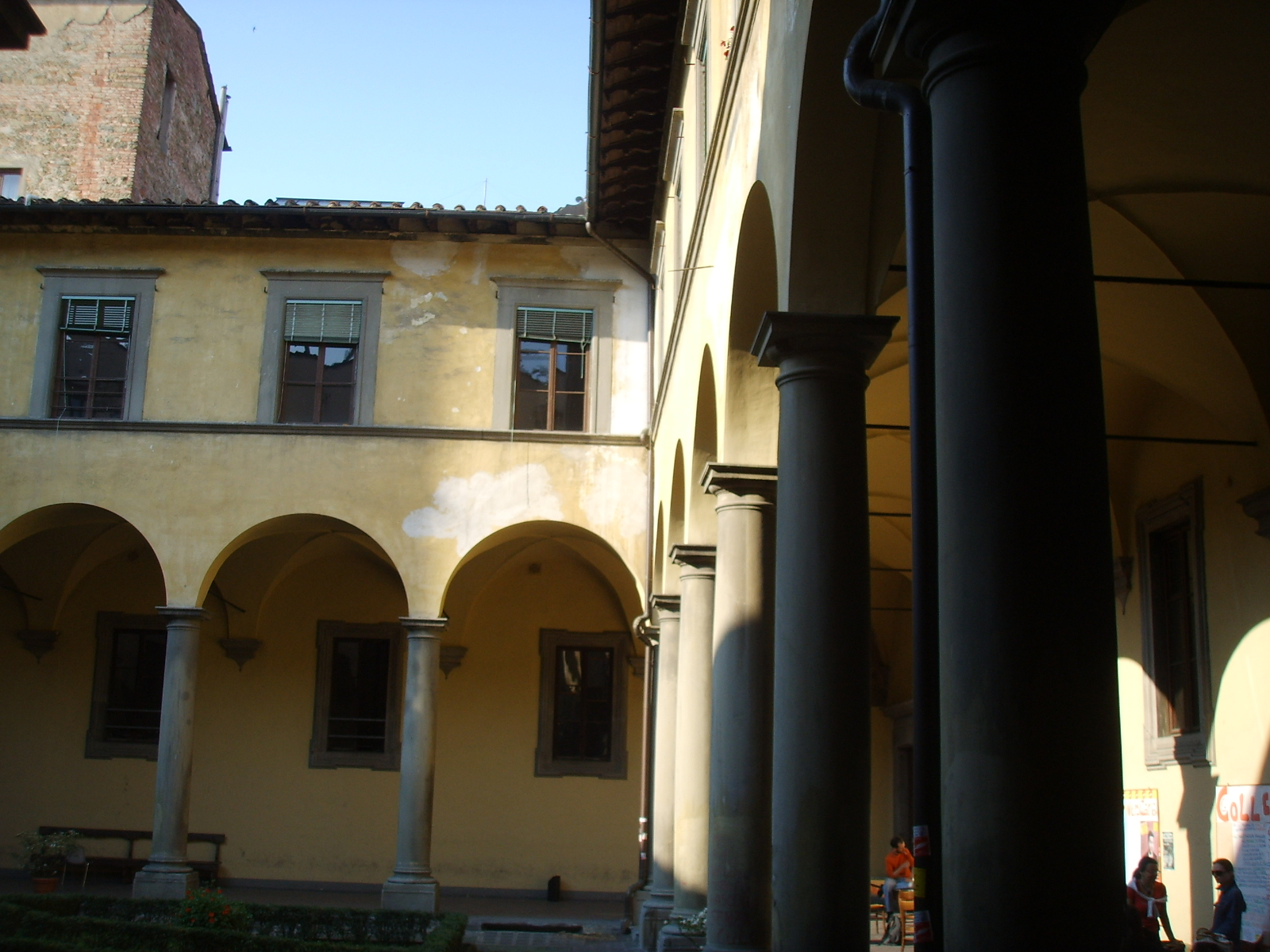
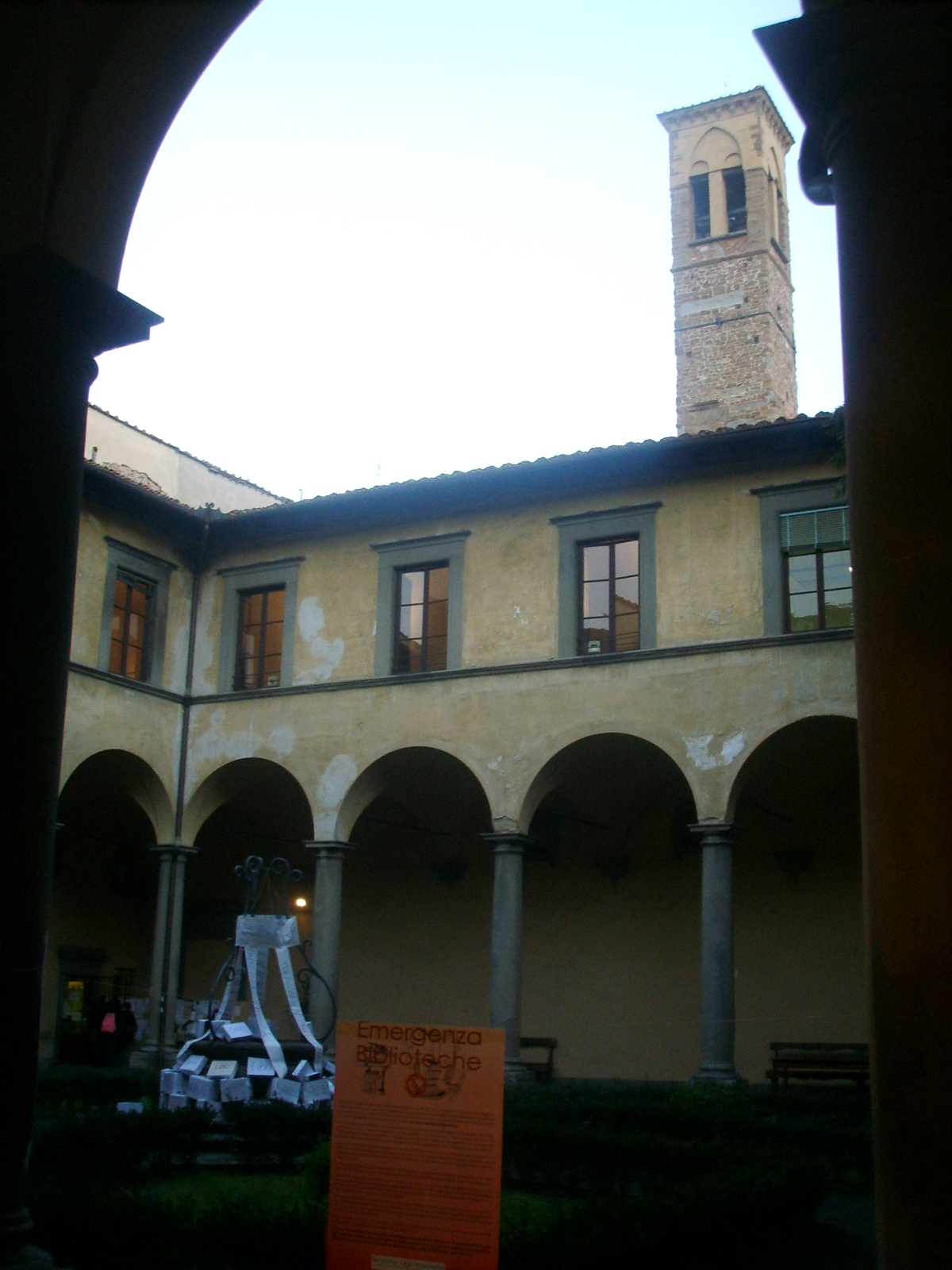
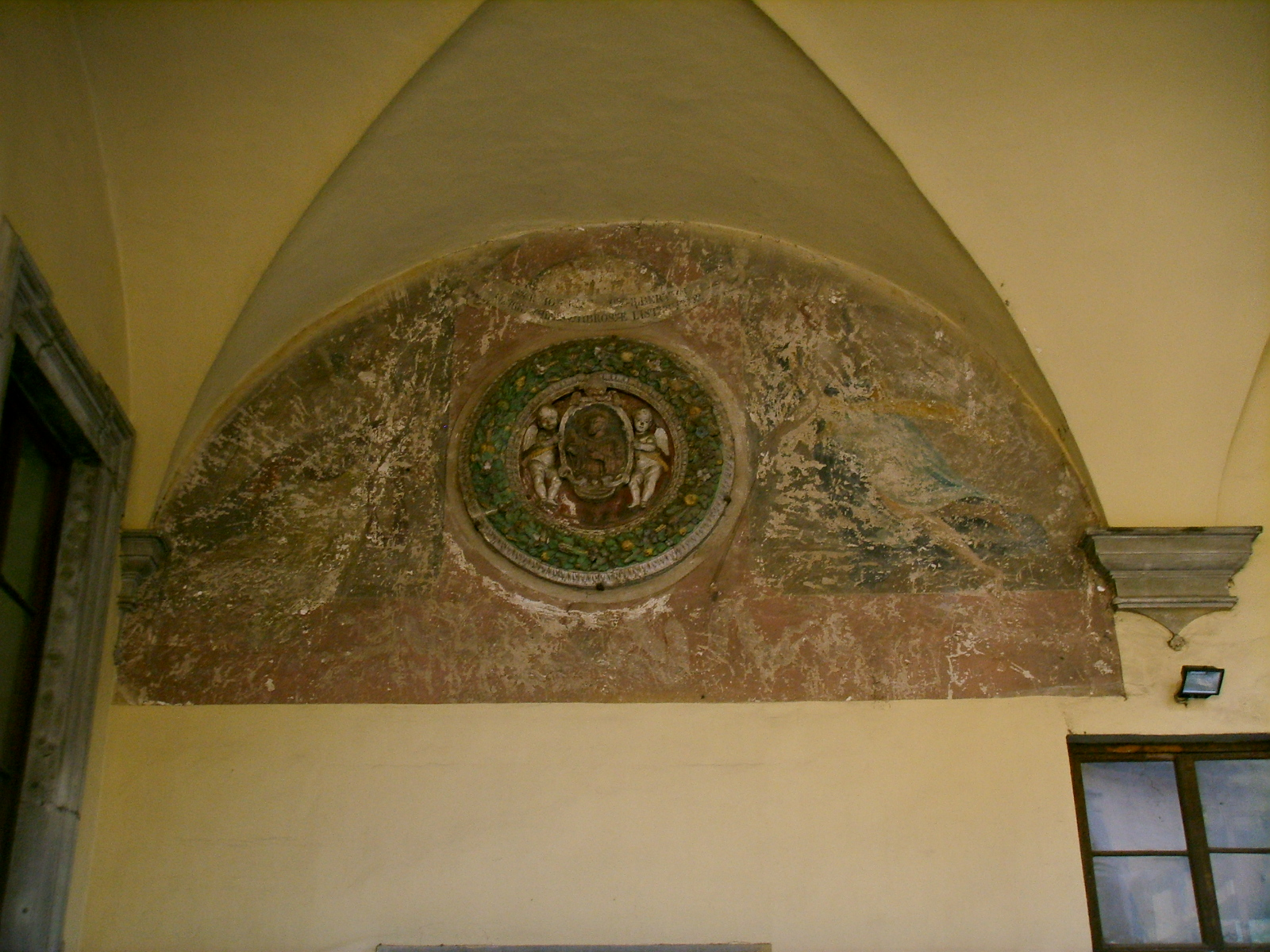